# 안양풀장역
안양풀장역(Anyang Swimming Pool station, 安養-場驛)은 대한민국 철도청에서 안양풀장(현 안양예술공원)의 수요 흡수를 위하여 설치하였던 임시역사이다.

## 개설 사유
1960년대까지만 해도 여름철에 안양유원지를 방문하는 피서객들이 늘어나 안양역에서 하차하는 인파가 많았고, 역에서 유원지까지 운행하는 몇 대 없었던 미니합승버스의 수송 한계로 줄 서기에 지친 피서객들은 도보로 안양풀장까지 가게 되는 불편을 겪었다. 이러한 불편이 계속되자 철도청은 당시 1번 국도변 안양유원지 입구(현 수도권 전철 1호선 전력분배함 설치자리)에 임시승강장을 개설하였다. 하지만 후기에는 안양풀장의 이용객이 감소하게 되면서 결국 1969년 8월 17일 폐역하였다. 그 후 1974년 수도권 전철 1호선이 개통되면서 이 역터에서 서울 방향 400m 전방에 관악역이 들어서게 되었다.
당시 수원역과 대전역을 출발하여 서울역에 도착하는 열차가 이 역에 정차하였다.

## 연혁
- 1935년 8월 11일 : 임시승강장인 안양풀역으로 영업 개시[2]
- 1935년 8월 12일 : 영업 중단[2]
- 1939년 7월 10일 : 영업 재시작[3]
- 1939년 8월 31일 : 폐역[3]
- 1966년 8월 6일 : 임시승강장인 안양풀장역으로 재개업[4], 위치는 서울 기점 21.9km[5][6]
- 1969년 8월 17일 : 폐역[5]